# الهجوم على ملهى ليلي في إسطنبول 2017
هجوم إسطنبول 2017 هو هجوم وقع خلال احتفالات رأس السنة يوم 1 يناير 2017 في ملهى رينا الليلي في حي أورطاكوي بمنطقة بشكطاش بمدينة إسطنبول، حيث قام مسلح بقتل 39 وجرح 69 باستخدام رشاش.
وفي اليوم التالي أعلن تنظيم «داعش» في بيان مسؤوليته عن الهجوم الإرهابي، بحسب وكالة رويترز. وقال تنظيم الدولة الإسلامية (داعش) في البيان أنهُ يعتبر «استمرارًا في العمليات التي يخوضها التنظيم ضد تركيا». وتأتي «ثأرًا لما سماه دين الله وتلبية لأمر أمير زعيم التنظيم أبو بكر البغدادي بإستهداف تركيا».

## الخلفية
هذا الهجوم أتى خلال فترة تشديد الإجراءات الأمنية في المدينة، من خلال وجود 17,000 شرطي على رأس عملهم، بعد مجموعة من الحوادث الإرهابية خلال الأشهر القريبة الماضية، والتي خطط للعديد منها من قبل داعش ومقاتلي التنظيمات الكردية.

## ردود الفعل

### محلية
- أجرى الرئيس التركي رجب طيب أردوغان اتصالا هاتفيا مع رئيس الوزراء بن علي يلدريم ووالي إسطنبول واصب شاهين ومدعي عام إسطنبول عرفان فيدان للاطلاع على حيثيات الهجوم.

### دولية
- السعودية: أدانت المملكة العربية السعودية الهجوم المسلح الذي وقع في حى أورطاكوي بمدينة إسطنبول التركية، وأسفر عن سقوط عشرات القتلى والجرحى.[12]
- الولايات المتحدة طلب الرئيس الأمريكي باراك أوباما تقديم جميع المساعدات التي قد تحتاجها تركيا.
- تونس: عبرت وزارة الشؤون الخارجية، في بيان لها، عن إدانة تونس للهجوم الإرهابي واستنكارها الشديد له، مؤكدة تضامنها الكامل مع الشعب التركي الشقيق ومساندتها للإجراءات التي تتخذها الحكومة التركية لحفظ أمن بلادها.[13]
- الأردن دانت الحكومة الأردنية بشدة الهجوم على الملهى الليلي في إسطنبول وقدم المتحدث الرسمي باسم الحكومة محمد المومني تعازيه لأسر القتلى.[14]
- مصر أدان المتحدث الرسمي باسم وزارة الخارجية المصرية الهجوم المسلح الذي وقع بمدينة إسطنبول التركية، وجدد المتحدث التأكيد على الموقف المصري الثابت بضرورة تكاتف المجتمع الدولي لوضع حد لهذه الظاهرة البغيضة التي تهدد جميع شعوب العالم دون تفرقة بين دين أو عرق، داعياً إلى محاصرة التنظيمات الإرهابية التي تعبث بأمن الشعوب واستقرارها على نحو غير مسبوق.[15]
- فلسطين أدان رئيس دولة فلسطين محمود عباس الهجوم الإرهابي الذي وقع في مدينة إسطنبول التركية، وعزى الرئيس نظيره التركي رجب طيب أردوغان، والحكومة والشعب التركي بضحايا هذا الهجوم، مجددا إدانته ورفضه المطلق للأعمال الإرهابية، وأكد الرئيس تضامن فلسطين مع تركيا وشعبها في مواجهة الإرهاب، وضرورة حشد الجهود الإقليمية والدولية لمواجهته واجتثاثه.[3]
- الجزائر أدان رئيس دولة الجزائر عبد العزيز بوتفليقة الهجوم الإرهابي الذي وقع في مدينة إسطنبول التركية، وعزى الرئيس نظيره التركي رجب طيب أردوغان، والحكومة والشعب التركي بضحايا هذا الهجوم، مجددا إدانته ورفضه المطلق للأعمال الإرهابية، وأكد الرئيس تضامن الجزائر مع تركيا وشعبها في مواجهة الإرهاب، وضرورة حشد الجهود الإقليمية والدولية لمواجهته واجتثاثه.[16]

## تفاصيل الهجوم
قام مسلح يرتدي لباس بابا نويل بالهجوم على الملهى والاشتباك مع رجال الأمن قبل أن يقتحم المكان ويرمي قنبلة يدوية على مرتاديه، ثم تابع إطلاق النار باستخدام رشاش أيه كيه-47 محاولا إيقاع أكبر عدد من القتلى والجرحى.

## الضحايا
| الدولة           | القتلى | الجرحى | المصادر        |
| ---------------- | ------ | ------ | -------------- |
| تركيا            | 10     | 0      | [إخفاق التحقق] |
| السعودية         | 7      | 13     | [ 19 ] [ 20 ]  |
| العراق           | 4      | 0      | [ 21 ]         |
| لبنان            | 3      | 7      | [ 22 ]         |
| الأردن           | 2      | 4      | [ 23 ]         |
| المغرب           | 2      | 4      | [ 24 ]         |
| الهند            | 2      | 0      | [ 25 ]         |
| الكويت           | 1      | 5      | [ 19 ] [ 26 ]  |
| ألمانيا          | 1      | 3      | [ 27 ]         |
| ليبيا            | 1      | 3      | [ 28 ]         |
| إسرائيل          | 1      | 1      | [ 29 ] [ 30 ]  |
| بلجيكا-تركيا     | 1      | 0      | [ 31 ]         |
| تونس             | 1      | 0      | [ 32 ]         |
| تونس-فرنسا       | 1      | 0      | [ 33 ]         |
| كندا             | 1      | 0      | [ 21 ]         |
| سوريا            | 1      | 0      | [ 21 ]         |
| روسيا            | 1      | 0      | [ 34 ]         |
| فرنسا            | 0      | 3      | [ 17 ]         |
| بلغاريا          | 0      | 1      | [ 31 ]         |
| أذربيجان         | 0      | 2      | [ 2 ]          |
| الولايات المتحدة | 0      | 1      | [ 35 ]         |
| غير معروف        | 0      | 26     | [ 18 ]         |
| المجموع          | 39+    | 73+    | [ 18 ]         |

## إلقاء القبض على المنفذ
أشارت وكالة الأناضول الإخبارية أن مصادر أمنية أطلعتها على أن فرق مُكافحة الإرهاب التابعة لمُديرية أمن إسطنبول تلقت بلاغًا يوم 16 يناير 2017 حول إقامة منفذ الهجوم في منزل بمنطقة أسنيورت بِالمدينة المذكورة، فتوجهت إلى هُناك واقتحمت المنزل وألقت القبض على المُنفذ الذي تبين أنه أوزبكي الأصل، ويُكنى بـِ«أبي محمد الخُراساني» ويبلغ من العمر 34 عامًا. كما أُلقي القبض على رجل آخر قرغيزي كان معه في الشقة، إضافة إلى 3 نساء. كما أشارت صحيفة «حرييت» إلى أن المُنفذ أُلقي القبض عليه في حي أورطاكوي،  وتداولت الوسائل الإعلامية صورة الرجل وقد ظهرت عليه علامات الضرب.

## مقالات ذات صلة
- قائمة الهجمات الإرهابية خلال 2017
- قائمة الهجمات الإرهابية على تركيا (2016)
- عبد القادر مشاريبوف